# Maria Lea Pedini
Pour les articles homonymes, voir Pedini.
Maria Lea Pedini, née le 15 juillet 1954 à Saint-Marin, est une femme politique et une diplomate saint-marinaise.

## Biographie
Élue au Grand Conseil général en 1978, elle est la première femme à exercer la fonction de capitaine-régent du 1er avril au 1er octobre 1981, avec Gastone Pasolini, et l'une des plus jeunes alors qu'elle n'a pas encore 27 ans. Elle cesse de siéger au Parlement en 1988 et occupe différents postes au ministère des Affaires étrangères. Elle est aussi ambassadrice non résidente de Saint-Marin au Danemark, en Suède, en Norvège et en Suisse.